# ミケーネ・ギリシャ語
ミケーネ・ギリシャ語（ミュケーナイ・ギリシャ語）とはギリシャ本土、クレタ島、キュプロスで紀元前16世紀～12世紀に話されていた、ギリシャ語の中で最も古い言語である。この言語は線文字Bで綴られており、紀元前14世紀以前のクレタ島で発見された碑文が最も古いものであるとされる。これらの碑文のほとんどは中央クレタ島のクノッソスやペロポネソス半島南西のピュロス等で出土した粘土板上で見つかっている。他の粘土版はクレタ島西のカニア、テーバイ、ティーリュンスでミュケーナイ自体で見つかっている。
粘土版は長い間読み解かれず、マイケル・ヴェントリスが数々の証拠によってこの言語がギリシャ語の早期の形であると1952年に読み解くまで考えられるあらゆる言語が提案されていた。粘土版の文章のほとんどが表や目録であり、散文や神話や詩等は残っていない。しかし、これらの記録から暗黒時代以前の人々について垣間見える。

## 綴り

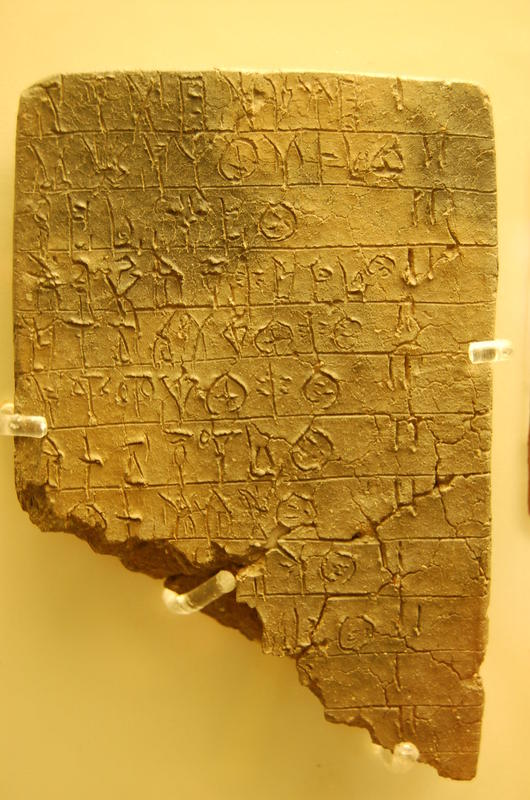
線文字Bで書かれたミケーネ・ギリシャ語の粘土版. Archaeological Museum of Mycenae.

ミケーネ・ギリシャ語は　およそ200ヶの音節文字と表語文字からなる線文字Bの文章として残っており、未だ読み解かれていないミノア語の文字である線文字Aから派生したと考えられる。ギリシャ語の音韻を十分には表現できず、必要な音声の文字も足りないため、音韻を単純化して表現している。
主な綴りの単純化を以下に示す。
| 単純化内容                                                        | 例え    | 例え | 例え        | 例え                    | 例え               |
| ----------------------------------------------------------------- | ------- | ---- | ----------- | ----------------------- | ------------------ |
|                                                                   | 線文字B | 図   | 転写        | 発音                    | 意味               |
| t, dを除き、有声音と有気音は 無気無声音と区別されない             | 𐀁𐀒      |      | e-ko        | egō                     | 私                 |
| t, dを除き、有声音と有気音は 無気無声音と区別されない             | 𐀁𐀒      | ekhō | e-ko        | 私は持つ                |                    |
| 子音の前のmとn、 音節末のl, m, n, r, sは省かれる。                | 𐀞𐀲      |      | pa-ta       | panta                   | 全て               |
| 子音の前のmとn、 音節末のl, m, n, r, sは省かれる。                | 𐀏𐀒      |      | ka-ko       | khalkos                 | 銅                 |
| 連続する子音の間には 母音が差し込まれる                           | 𐀡𐀵𐀪𐀚    |      | po-to-ri-ne | ptolin 古希 polin       | 町を               |
| rとlは分かたれていない                                            | 𐀣𐀯𐀩𐀄    |      | qa-si-re-u  | gʷasileus 古希 basileus | 王                 |
| 語頭のhは示されない                                               | 𐀀𐀛𐀊     |      | a-ni-ja     | hāniai                  | 手綱               |
| 長母音は示されない                                                |         |      |             |                         |                    |
| 通常zで映される子音はおそらく*dʲ、 または語頭の*j, *kʲ, *gʲを表す |         |      |             |                         |                    |
| qはkʷ、gʷ、gʰʷを表す                                              | 𐀣𐀄𐀒𐀫    |      | qo-u-ko-ro  | gʷoukoloi 古希 boukoloi | 牛飼い達           |
| 子音の前に立つ語頭のsは綴られない                                 | 𐀲𐀵𐀗     |      | ta-to-mo    | stathmos                | 立ち所             |
| 二重子音は示されない                                              | 𐀒𐀜𐀰     |      | ko-no-so    | Knōsos                  | クノーッソス(地名) |

これらの決まりに加えて複数の音が同音になることで、見せかけの同音異義語が生まれてしまう。
長い単語は語中または語尾を省くことができる。
- ミケーネ・ギリシャ語は線文字Bで書かれており、半母音/w, j/、流音/m, n, r/、摩擦音/s/、閉鎖音の/p, t, d, q, z/と、まれに/h/が区別される。
- 有声・無声・帯気音は全て同じに綴られ、/t, tʰ/と/d/のみが書き分けられる。
- 流音の/r/と/l/は共に/r/と綴られる。
- /h/はaに続くときのみ書き分けられるが、その他の場合では書き分けられない。
- 母音と子音の長さは書き表せない。
- 多くの環境で母音に続かない子音を記すことができず、次の音節の母音を挟むか子音を省いて綴られる。

## 音韻
|        |        | 両唇音 | 歯茎音 | 硬口蓋音 | 軟口蓋音 | 唇音化軟口蓋音 | 声門音 |
| ------ | ------ | ------ | ------ | -------- | -------- | -------------- | ------ |
| 鼻音   | 鼻音   | [m]    | [n]    |          |          |                |        |
| 破裂音 | 有声音 | [b]    | [d]    | [dz]?    | [ɡ]      | [ɡʷ]           |        |
| 破裂音 | 無声音 | [p]    | [t]    | [ts]?    | [k]      | [kʷ]           |        |
| 破裂音 | 有気音 | [pʰ]   | [tʰ]   |          | [kʰ]     | [kʷʰ]          |        |
| 摩擦音 | 摩擦音 |        | [s]    |          |          |                | [h]    |
| 接近音 | 接近音 |        |        | [j]      |          | [w]            |        |
| 震え音 | 震え音 |        | [r]    |          |          |                |        |
| 側面音 | 側面音 |        | [l]    |          |          |                |        |

- 古典ギリシャ語に比べミケーネ・ギリシャ語は環境や方言において/b, p, pʰ/または/d, t, tʰ/となった唇音化軟口蓋子音の/ɡʷ, kʷ, kʷʰ/を残している等、印欧語族の古い特徴をいくつか残している。
- 後に全ての方言で失われた印欧祖語の/j/や母音間の/h/が残っている。
- アッティケー方言では失われたがいくつかの方言では残っていたディガンマやFやβと記された/w/を残している。
- /z/と綴られていた音の発音は明らかではなく、単子音なのか無声二重子音なのか有声二重子音なのかすらわかっていない。
- /z/は/kʲ/, /gʲ/, /dʲ/または語頭のいくつかの/j/に由来し、後のギリシャ語ではζと綴られ、アッティケー方言では/zd/の音となっている。
- 母音は少なくとも/a, i, u, e, o/の5母音あり、長短の分かちもあったと考えられている。

このため記された語の実際の発音は綴りからは定めがたく、印欧祖語での語源や古典ギリシャ語での語形からや一貫性のない綴りの組み合わせを用いて組み立てなおされている。しかし意味が明らかではない場合やギリシャ語の諸方言に残っていない場合などは正しい音がわかっていない。

## 形態学
ミケーネ・ギリシャ語では主格・属格・与格・対格・具格・地格・呼格の7つの格を持っていたが、古典ギリシャ語では主格・属格・与格・対格・呼格の5つに、現代ギリシャ語では主格・属格・対格・呼格の4つにまで減っている。
| 印欧祖語 | ミュケーナイギリシャ語 | 古典ギリシャ語 | 現代ギリシャ語 |
| -------- | ---------------------- | -------------- | -------------- |
| 主格     | 主格                   | 主格           | 主格           |
| 呼格     | 呼格                   | 呼格           | 呼格           |
| 対格     | 対格                   | 対格           | 対格           |
| 属格     | 属格                   | 属格           | 属格           |
| 奪格     | 属格                   | 属格           | 属格           |
| 与格     | 与格                   | 与格           | 属格           |
| 処格     | 処格                   | 与格           | 属格           |
| 具格     | 具格                   | 与格           | 属格           |

## 方言
ミケーネ・ギリシャ語には2種類の方言があり、ミケーネIとミケーネIIと呼ばれている。両者は4つの特徴によって区別される。
1. 語幹形成母音（英語版）のない名詞の与格単数形がIでは-ei、IIでは-iになる。
2. インド・ヨーロッパ祖語の音節主音的鼻音 *m̥, *n̥ がIでは唇子音の近くでoとして現れるが、IIではaとして現れる。
3. Iでは唇子音のそばでeがiに変化する。IIではeのまま変化しない。
4. Iでは*tiがsiに変化する。IIではtiのまま変化しない。

## 特徴
ミケーネ・ギリシャ語はすでにギリシャ語特有の変化を遂げているのですでにギリシャ語であると考えられている。
音韻変化
- 語頭及び母音間の*sは/h/となった。
- 有声帯気音は無声化した。
- 流音節は/ar, al/または/or, ol/となった。
- 鼻音節は/a/または/o/となった。
- *kʲと*tʲは母音の前で/s/となった。
- 語頭の*jは/h/またはζ(音値不明)となった。
- *gʲと*dʲはζとなった。

形態学的変化
- 行為者の名詞を作る-eusを用いる。
- 三人称単数の語尾に-eiを用いる。
- 不定法の語尾に-ein(-e-enから)を用いる。

## 語彙
| 線文字B | 図 | 転写       | 発音       | 古典ギリシャ語 | 古希語音写 | 意味       |
| ------- | -- | ---------- | ---------- | -------------- | ---------- | ---------- |
| 𐀷𐀙𐀏     |    | wa-na-ka   | *wanax     | ἄναξ           | anax       | 主         |
| 𐀣𐀯𐀩𐀄    |    | qa-si-re-u | *gʷasileus | βασιλεύς       | basileus   | 王         |
| 𐀏𐀒      |    | ka-ko      | *kʰalkos   | χαλκός         | khalkos    | 銅         |
| 𐀁𐀨𐀺     |    | e-ra-wo    | *elaiwon   | ἔλαιον         | elaion     | オリーブ油 |
| 𐀁𐁉𐀺     |    | e-rai-wo   | *elaiwon   | ἔλαιον         | elaion     | オリーブ油 |
| 𐀳𐀃      |    | te-o       | *tʰeos     | θεός           | theos      | 神         |
| 𐀴𐀪𐀠     |    | ti-ri-po   | *tripos    | τρίπους        | tripous    | 三つ足、鼎 |

## 資料
ミュケーナイ時代のギリシャ語で書かれた文章はLMIIからLHIIIB（最終宮殿時代）に線文字Bで陶器片や粘土板に書かれたものがおよそ6000枚ある。線文字Bで書かれた碑文や、線文字B以外で書かれた資料は見つかっていない。
紀元前17世紀の層位から発見されたカフカニアの小石が仮に本物であればミュケーナイ、ひいてはギリシャ語最古の記録になるが、おそらく偽物である。

## 関連文献
- Easterling, P & Handley, C. Greek Scripts: An illustrated introduction. London: Society for the Promotion of Hellenic Studies, 2001. ISBN 0-902984-17-9